# Southern Storm
Southern Storm – siódmy album studyjny brazylijskiej deathmetalowej grupy Krisiun, który ukazał się 21 lipca 2008 roku nakładem Century Media.
Album Southern Storm – podobnie jak Conquerors of Armageddon (2000) i AssassiNation (2006) – został nagrany w Stage One Studio z producentem Andym Classenem, znanym także ze współpracy m.in. z zespołami Tankard (Thirst), Rotting Christ (Triarchy of the Lost Lovers) czy Belphegor (Bondage Goat Zombie). Okładkę zaprojektował Gustavo Sazes, autor okładek m.in. dla Arch Enemy (The Root of All Evil) i God Forbid (Earthsblood).
Do utworów "Combustion Inferno" i "Sentenced Morning" zrealizowano teledyski, których reżyserami są odpowiednio João Mauricio Leonel i Juan "Punchy" Gonzalez.
Na japońskiej edycji Southern Storm, wydanej w 2009 roku przez Soundholic Records, zamieszczono dodatkowe dwa utwory: "Infested Waters" oraz cover Demolition Hammer "Human Dissection".

## Lista utworów
1. "Slaying Steel" – 4:11
2. "Sentenced Morning" – 3:59
3. "Twisting Sights" – 4:05
4. "Minotaur" – 3:51
5. "Combustion Inferno" – 4:23
6. "Massacre Under the Sun" – 4:43
7. "Bleeding Offers" – 3:24
8. "Refuse/Resist" (cover Sepultury) – 3:00
9. "Origin of Terror" – 4:05
10. "Contradictions of Decay" – 4:08
11. "Sons of Pest" – 4:47
12. "Black Wind" – 0:48
13. "Whore of the Unlight" – 4:23

## Twórcy
- Alex Camargo - śpiew, gitara basowa
- Moyses Kolesne - gitara
- Max Kolesne - perkusja
- Andy Classen - gitara (8), produkcja, inżynieria, miksowanie, mastering
- Gustavo Sazes - oprawa graficzna
- Axel Jusseit - zdjęcia
- Jessica Lausen - producent wykonawczy
- Melaine Schmidt - producent wykonawczy

## Wydania
Opracowano na podstawie materiału źródłowego.
| Rok wydania | Format | Numer katalogowy | Wytwórnia             |
| ----------- | ------ | ---------------- | --------------------- |
| 2008        | CD     | CM 9977862       | Century Media Records |
| 2008        | LP     | CM 9977861       | Century Media Records |
| 2009        | CD     | YZSH-1001        | Soundholic Records    |